# هجوم اللاذقية 2016
هجوم اللاذقية 2016، أطلق عليها اسم معركة اليرموك، تشير إلى عملية عسكرية أطلقت في شمال محافظة اللاذقية في أواخر يونيو 2016. وكان الهدف من الهجوم هو استعادة الأراضي المفقودة خلال هجوم الجيش في وقت سابق من العام.